# Styela
Styela is een geslacht van zakpijpen (Ascidiacea) uit de familie van de Styelidae. De wetenschappelijke naam is voor het eerst gepubliceerd in 1822 door John Fleming. Hij duidde als typesoort aan Styela canopus (oorspronkelijke combinatie: Cynthia canopus Savigny, 1816).
Dit geslacht komt over de hele wereld voor en telt een zeventigtal erkende soorten.
De volwassen dieren leven sessiel in de zee op een hard substraat zoals rotsen, een staketsel in een haven of een scheepsromp, en op die manier kunnen ze zich over grote afstanden verspreiden naar andere delen van de wereld, waar ze mogelijk een invasieve soort vormen. Dit is bijvoorbeeld het geval met de knotszakpijp (Styela clava), afkomstig uit Japan en Korea, maar die zich heeft verspreid naar de kusten van de Verenigde Staten, Australië en vanaf de jaren 1950 uitgebreid voorkomt in de havens van Noordwest-Europa.

## Soorten
- Styela adriatica Monniot F. & Monniot C., 1976
- Styela aequatorialis Michaelsen, 1915
- Styela angularis (Stimpson, 1855)
- Styela aomori Oka, 1935
- Styela argillacea Sluiter, 1900
- Styela asterogama Millar, 1975
- Styela bathybia Bonnevie, 1896
- Styela brevigaster Millar, 1988
- Styela calva Monniot C., Monniot F. & Millar, 1976
- Styela canopus (Savigny, 1816)
- Styela cearense Oliveira-Filho & Lotufo, 2015
- Styela chaini Monniot C. & Monniot F., 1970
- Styela changa Monniot C. & Andrade, 1983
- Styela charcoti Monniot C. & Monniot F., 1973
- Styela clava Herdman, 1881
- Styela clavata (Pallas, 1774)
- Styela complexa Kott, 1995
- Styela coriacea (Alder & Hancock, 1848)
- Styela crinita Monniot C. & Monniot F., 1973
- Styela eurygaster Millar, 1977
- Styela gagetyleri Young & Vazquez, 1997
- Styela gelatinosa (Traustedt, 1886)
- Styela gibbsii Stimpson, 1864
- Styela glans Herdman, 1881
- Styela glebosa Sluiter, 1904
- Styela hadalis Sanamyan & Sanamyan, 2006
- Styela herdmani Sluiter, 1885
- Styela izuana (Oka, 1934)
- Styela kottae Monniot C. & Monniot F., 1991
- Styela loculosa Monniot C. & Monniot F., 1969
- Styela longiducta Monniot C. & Monniot F., 1985
- Styela longipedata Tokioka, 1953
- Styela longitubis Traustedt & Weltner, 1894
- Styela macrenteron Ritter, 1913
- Styela maeandria Sluiter, 1904
- Styela magalhaensis Michaelsen, 1898
- Styela mallei Monniot C., 1978
- Styela materna Monniot C. & Monniot F., 1983
- Styela meteoris Monniot C., 2002
- Styela minima Monniot F., 1971
- Styela monogamica Oka, 1935
- Styela montereyensis (Dall, 1872)
- Styela multitentaculata Sanamyan & Sanamyan, 2006
- Styela natalis Hartmeyer, 1905
- Styela ordinaria Monniot C. & Monniot F., 1985
- Styela paessleri (Michaelsen, 1898)
- Styela perforata Sluiter, 1890
- Styela plicata (Lesueur, 1823)
- Styela polypes Monniot C., Monniot F. & Millar, 1976
- Styela profunda Sluiter, 1904
- Styela psammodes Sluiter, 1904
- Styela psoliformis Monniot C. & Monniot F., 1989
- Styela rustica Linnaeus, 1767
- Styela schmitti Van Name, 1945
- Styela sericata Herdman, 1888
- Styela sigma Hartmeyer, 1912
- Styela similis Monniot C., 1970
- Styela squamosa Herdman, 1881
- Styela subpinguis Herdman, 1923
- Styela suluensis Monniot F. & Monniot C., 2003
- Styela talpina Monniot C., 1978
- Styela tenuibranchia Monniot C., Monniot F. & Millar, 1976
- Styela tesseris Lambert, 1993
- Styela thalassae Monniot C., 1969
- Styela theeli Ärnbäck, 1922
- Styela tholiformis (Sluiter, 1912)
- Styela tokiokai Nishikawa, 1991
- Styela truncata Ritter, 1901
- Styela uniplicata Bonnevie, 1896
- Styela wandeli (Sluiter, 1911)
- Styela yakutatensis Ritter, 1901